# Хаджи Балабан джамия
Хаджи Балабан джамия (на македонска литературна норма: Хаџи Балабан џамија; на турски: Haci Balaban Cami) е мюсюлмански храм в Скопие, столицата на Република Македония. Джамията е обявена за паметник на културата на 18 ноември 1967 година.
Джамията е разположена в периферията на Старата скопска чаршия, на кръстовището на улиците „Дърварска“ и „Алберт Станич“, между Куршумли хан и Дюкянджик джамия. Изградена е през XV век.
Храмът е запазен в силно изменена от оригиналната форма в резултата на множество преустройства. Покривът е на четири води и обхваща и трема. Остатъците от сводна конструкция в храма свидетелстват, че той първоначално е имал купол над молитвеното пространство. В трема има два мраморни стълба с красива декорация на капителите и базите, които свидетелстват, че тремът е бил покрит със свод. Минарето е високо и полигонално, като в горната му част е по-ново.